# نظائر حيوانات النحت
نظائر حيوانات النحت أو باراهوكزوا (ParaHParah) هو فرع حيوي (كليد) من الحيوانات يتكون من ثنائيات التناظر، الصفيحيات، وشوكيات الجلد.

## العلاقات التطورية
العلاقة التطورية لباراهوكزوا بالنسبة إلى السلالتين الحيوانيتين الأخريين: المشطيات والإسفنجيات، لا تزال محل نقاش. فقد أظهرت بعض الدراسات الجينومية التطورية أدلة تدعم أن المشطيات هي المجموعة الشقيقة للباراهوكزوا، وأن الإسفنجيات هي المجموعة الشقيقة لبقية الحيوانات. بينما قدمت دراسات أخرى أدلة تدعم أن الإسفنجيات هي المجموعة الشقيقة للباراهوكزوا، وأن المشطيات هي المجموعة الشقيقة لبقية الحيوانات، ووجدت أن الأجهزة العصبية إما تطورت بشكل مستقل في المشطيات والباراهوكزويات، أو أنها فقدت ثانويًا في الإسفنجيات.
إذا اعتُبر أن المشطيات تفرعت أولاً، يُستخدم أحيانًا مصطلح "الحيوانات الحقيقية" كمرادف لباراهوكزوا.
يُظهر المخطط التفرعي الذي يتوافق مع الغالبية العظمى من هذه الدراسات الجينومية التطورية هذا الغموض على شكل تفرع متعدد.